# Myurella pseudofortunei
Myurella pseudofortunei é uma espécie de gastrópode do gênero Myurella, pertencente a família Terebridae.